# Balsamicoazijn

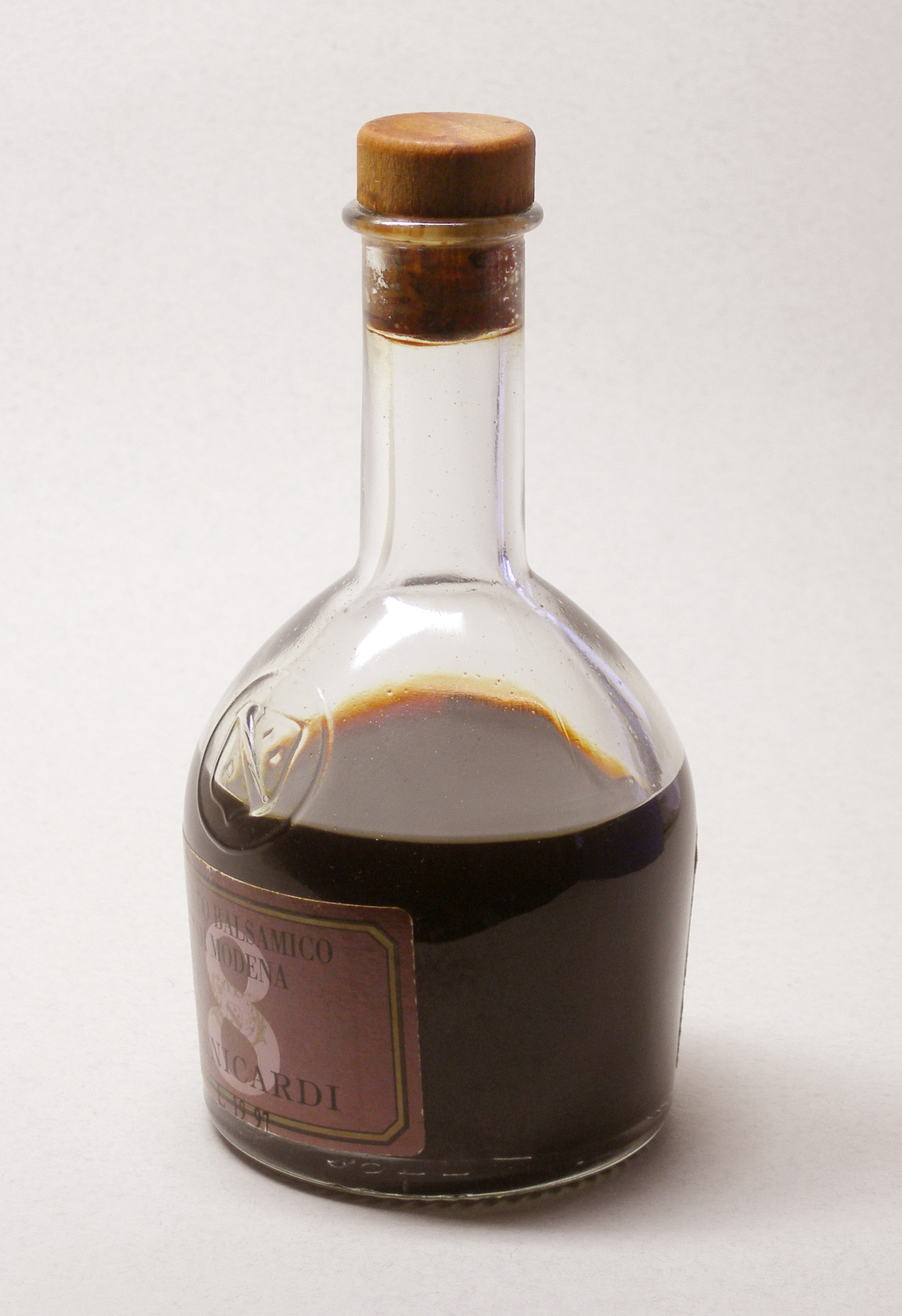
Acht jaar oude Balsamicoazijn

Balsamicoazijn is een azijnsoort. Deze aromatische azijn wordt van trebbianodruiven gemaakt. Deze groeien in de omgeving van Modena in Noord-Italië. Ze worden vrij laat geplukt. Balsamicoazijn is als beschermde geografische aanduiding erkend door de Europese Unie.
Balsamicoazijn met de aanduiding aceto balsamico tradizionale is ten minste twaalf jaar oud. Voor zeer oude balsamico betaalt men soms honderden euro's. Daar staat tegenover dat daarvan slechts weinig nodig is om smaak te geven aan een gerecht. Balsamicoazijn die jonger is dan 12 jaar is veel goedkoper.

## Bereiding
Traditioneel verwarmt men de geperste druiven boven een zacht vuur. 30% tot 70% van het vocht laat men hierbij verdampen. Het afgekoelde vocht wordt aangevuld met balsamicoazijn uit het oudste vat. Vervolgens begint het in houten vaten te fermenteren. Het vat heeft een gaatje, want azijnzuurbacteriën  hebben zuurstof nodig. Een gaatje wordt afgedekt met een katoenen doekje. De suikers worden omgezet in alcohol en vervolgens in azijnzuur. Er worden geen kruiden of andere smaakstoffen toegevoegd aan de balsamicoazijn.

## Rijping

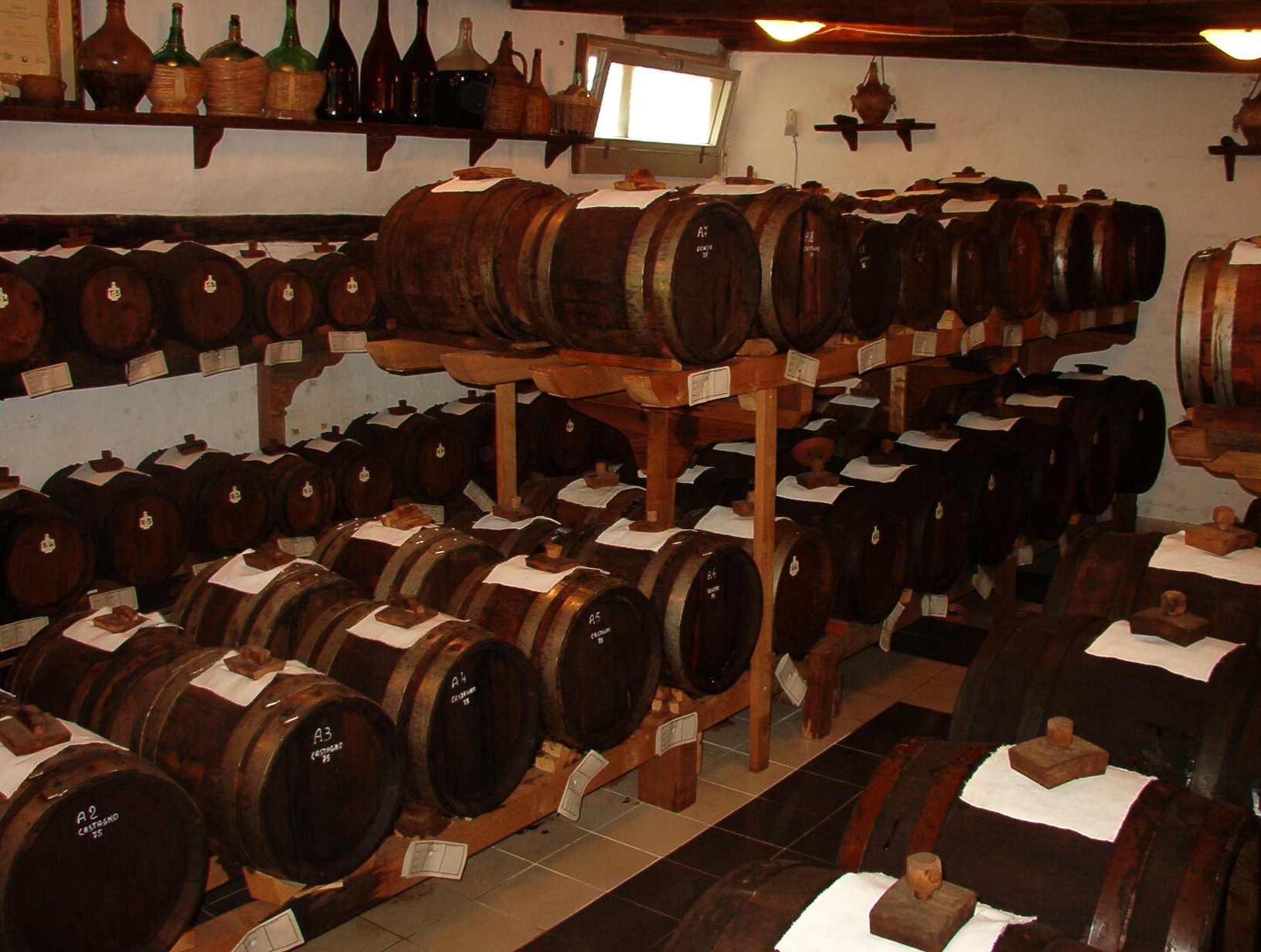
Vaten balsamicoazijn

De houten vaten waarin de balsamicoazijn ligt opgeslagen en rijpt, verschillen onderling in grootte. De oudste en meest kostbare azijn ligt opgeslagen in het kleinste vat (ca. 15 liter). Het vocht verdampt langzaam; daarom worden oudere vaten regelmatig aangevuld met vocht uit het jongere vat daarnaast, zoals dat gaat in een solera-systeem. De vaten liggen niet opgeslagen in kelders maar op zogeheten acetaia, zolders. Hierdoor staan ze bloot aan natuurlijke temperatuurwisselingen, wat ten goede komt aan de kwaliteit. De houtsoort waarin het vocht ligt opgeslagen bepaalt mede het uiteindelijke aroma. Onder andere kastanjehout, kersenhout en hout van de moerbeiboom worden hiervoor gebruikt.

## Kwaliteit
De kwaliteit van de balsamicoazijn wordt door twee zogeheten Consorzi gecontroleerd. Daarna wordt het in een flesje van 100 ml overgeheveld. De vorm van de fles is voor elke producent gelijk, evenals het wettelijk beschermde kwaliteitszegel van het Consorzio. De opdruk van het etiket mag de producent wel naar eigen wens bepalen.

## Culinaire toepassingen
Balsamicoazijn kan niet alleen bij pittige, maar ook bij zoete gerechten gebruikt worden. Bij verse, gekookte of gegrilde groente, vis of vlees en in soepen en sauzen geeft het smaak. Balsamicoazijn op aardbeien of frambozen versterkt de smaak van deze vruchten. Ook wordt het soms in nagerechten gebruikt. Het wordt afgeraden om met balsamicoazijn te pekelen of er kruiden mee in te maken. Ook wordt er weinig mee gekookt, omdat veel mensen dit zonde vinden van een dergelijk duur product. Het verhittingsproces zorgt er wel voor dat de smaak zoeter wordt.
Balsamico in gerechten kan eventueel vervangen worden door sherry-azijn of rode wijnazijn.

## Houdbaarheid
Op een koele en donkere plaats kan balsamico letterlijk eeuwen bewaard worden. Het sediment dat op den duur ontstaat heeft geen negatieve gevolgen voor de kwaliteit. Het is beter de balsamico niet in een metalen container te bewaren, omdat er dan ongewenste reacties plaatsvinden.